# Johann Adam Groh
Johann Adam Groh (* 30. Juni 1824 in Vielbrunn, Odenwald; † 3. Oktober 1881 in Bad König) – Der Odenwälder Bauernpfarrer – war ein deutscher evangelischer Pfarrer, Dekan und Mitbegründer der landwirtschaftlichen Genossenschaftsvereine in Hessen.

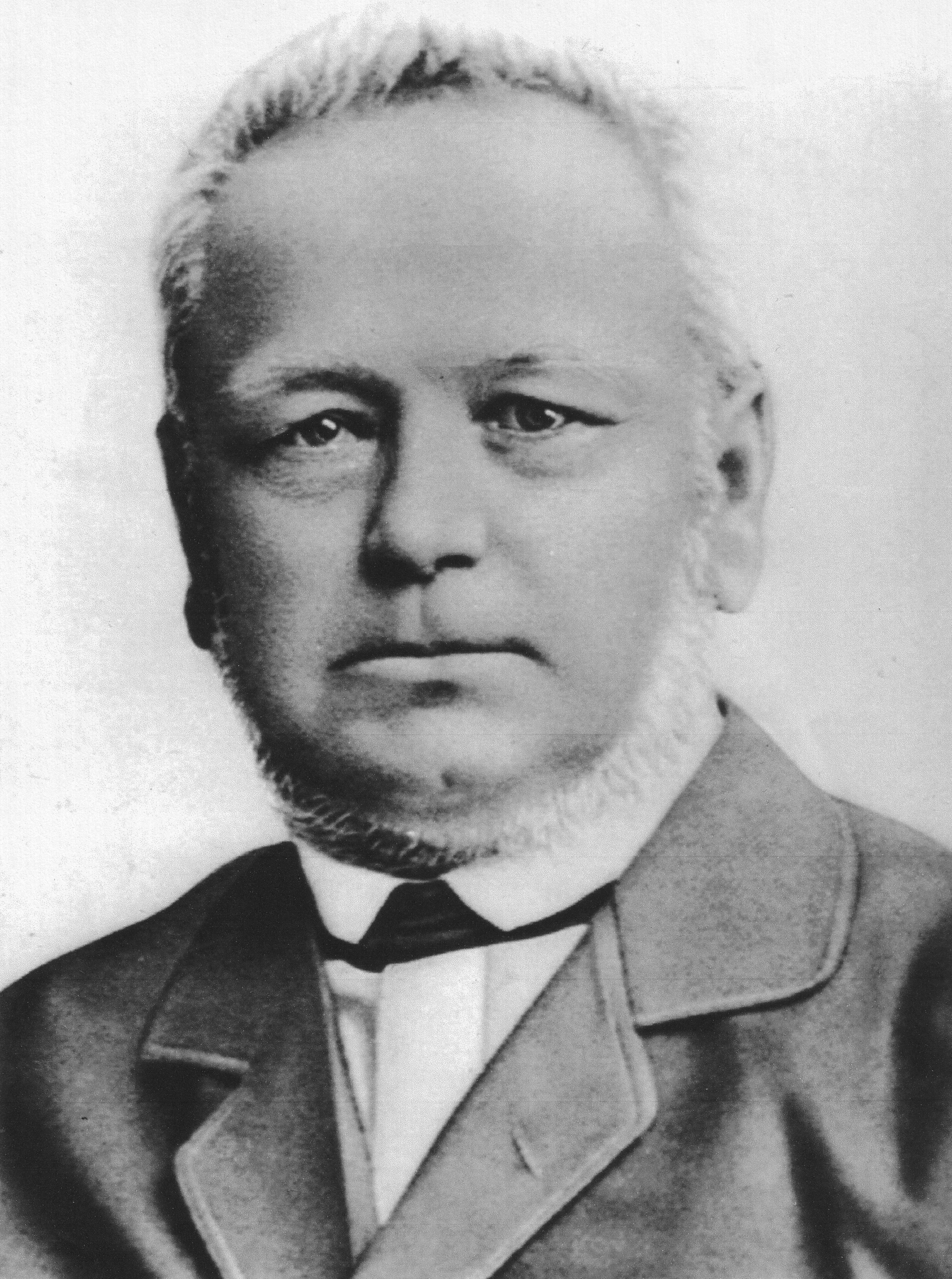
Johann Adam Groh (1824–1881) – Abbildung aus dem Gemeindebrief (Felsborn) der Ev.-Luth. Kirchengemeinde Vielbrunn von 1914

## Familie
Johann Adam Groh wurde als dritter und jüngster Sohn des Bürgermeisters und Metzgermeisters Johannes Groh (1794–1868) und dessen Ehefrau Eva Elisabetha, geb. Brohm (1791–1876), am 30. Juni 1824 in Vielbrunn geboren. Die Abstammung seiner Familie kann bis zur Grohmühle bei Bad König zurückverfolgt werden.

## Leben und Wirken
Schon in der Volksschule zeichnete Groh sich durch besondere Leistungen aus und wurde daher auf Anraten seines Lehrers und des örtlichen Pfarrers auf die Realschule nach Michelstadt empfohlen. Von hier aus ging er auf das Gymnasium nach Darmstadt, wo er im Herbst 1843 die Reifeprüfung ablegte. Danach studierte Groh in Gießen Theologie und besuchte von 1847 bis 1849 das Predigerseminar in Friedberg. Während seines Studiums wurde er 1845 Mitglied der Alten Gießener Burschenschaft Frankonia. Parallel zu seinem Theologiestudium beeindruckten ihn in seiner Gießener Zeit die Vorlesungen Justus von Liebigs, dessen Ausführungen insbesondere zur modernen Landwirtschaft ihn ein Leben lang beschäftigen sollten. Groh trat am 12. Januar 1851 in den Dienst der Evangelischen Kirche als Pfarrverwalter und Schullehrer zu Wilsbach bei Gladenbach. Am 12. Februar 1855 wurde er zum Pfarrer des umfangreichen Kirchspiels Kirch-Brombach im Odenwald ernannt.
Als Groh in seinen neuen Wirkungskreis in Kirch-Brombach eintrat, lagen die wirtschaftlichen Verhältnisse im Odenwald ganz darnieder. Durch den drückenden Wettbewerb waren die im Odenwald alteingesessenen Gewerbe, besonders die Weberei, fast ganz eingegangen. Dazu kam noch die seit den 1840er Jahren wütende Kartoffelkrankheit. An verschiedenen Orten trat als Folge all dieser Nöte der Hungertyphus auf. Massenhaft wanderten die Odenwälder nach Amerika aus. Die Selbstbewirtschaftung seines umfangreichen Pfarrgutes und die dabei gemachten Erfahrungen ließen bei Groh die Überzeugung durchdringen, dass nur durch Erneuerung und Hebung der wirtschaftlichen Grundlage der Landwirtschaft dem verarmten Odenwald sowie ganz Deutschland gründlich geholfen werden könne.
Um nun die neuen Erkenntnisse aus Naturwissenschaft und Technik besser seinen Mitbürgern vermitteln zu können, gründete er 1856 ein landwirtschaftliches Kränzchen. Es wurden unter seiner Leitung von Brombacher Bauern Düngungsversuche durchgeführt. Aus diesem Kränzchen erwuchs seine Hauptleistung, die Gründung des ersten landwirtschaftlichen Konsumvereins in Hessen im Jahre 1862. Nach seinem Vorbild entstanden in Hessen zahlreiche weitere Konsumvereine. Auf Anregung des damaligen Kreisassessors Wilhelm Haas aus Friedberg, schlossen sich im Jahre 1873 diese Vereine zu einem Verband zusammen, dessen zweiter Präsident Johann Adam Groh bis zu seinem Tode war. 1871 lernte er den damaligen Generalsekretär der Raiffeisen-Vereine von Langsdorff kennen und gründete folgerichtig am 18. Mai 1874 zu Kirch-Brombach einen Spar- und Darlehnskassenverein. Inzwischen wurde unter seiner Mitwirkung in Frankfurt am Main die landwirtschaftliche Kreditbank als Geldausgleichstelle begründet. Er war ihr zweiter Vorstand. Um besser seine zahlreichen Ämter verwalten zu können, siedelte er im Sommer 1878 nach Bad König über, wo er auch seit 1880 die Dekanatsgeschäfte übernahm. Nachdem er als Abgeordneter seines heimatlichen Wahlkreises in die Zweite Kammer gewählt war, starb er schon vor dem Zusammentritt des neuen Landtags am 3. Oktober 1881.

## Anekdoten
Über den Odenwälder Bauernpfarrer gibt es viele Erzählungen und Geschichten, die noch heute in der Odenwälder Bevölkerung lebendig gehalten werden.
- So soll, wie Groh als junger Pfarrkandidat seine erste Probepredigt in seinem Heimatdorf Vielbrunn hielt, das Breuberger Konsistorium ihm einen verschlossenen Umschlag überreicht haben, den er erst auf der Kanzel öffnen durfte und der den Predigttext enthalten sollte. Als Groh dann den Umschlag öffnete, fand er nur ein unbeschriebenes Blatt vor. Er betrachtete es, drehte es um und sprach dann die Worte: „Hier ist nichts, und da ist nichts. Aus nichts hat Gott die Welt geschaffen.“ Danach hielt er eine Predigt über die Allmacht Gottes und die gelehrten Herren vom Konsistorium waren erstaunt, ob seiner Geistesgegenwart und wohl gewählten Worte.
- Eine andere Erzählung stammt schon aus seiner Zeit als Pfarrer des Kirchspiels Kirch-Brombach. Groh traf damals mit einem wegen seiner Rückständigkeit und Trägheit bekannten Bauern zusammen. Man geriet ins Gespräch und der Bauer klagte bei seinem Ortspfarrer über die schlechten Erträge auf seinem Acker. Er machte insbesondere den Herrgott dafür verantwortlich, da dieser seine Bitten und sein Beten nicht erhören würde. Darauf antwortete Groh in gewohnter Schlagfertigkeit: „Da hilft alles Beten nichts, da muss Mist her“, ließ den verdutzten Bauern stehen und ging weiter.